# Croke Park

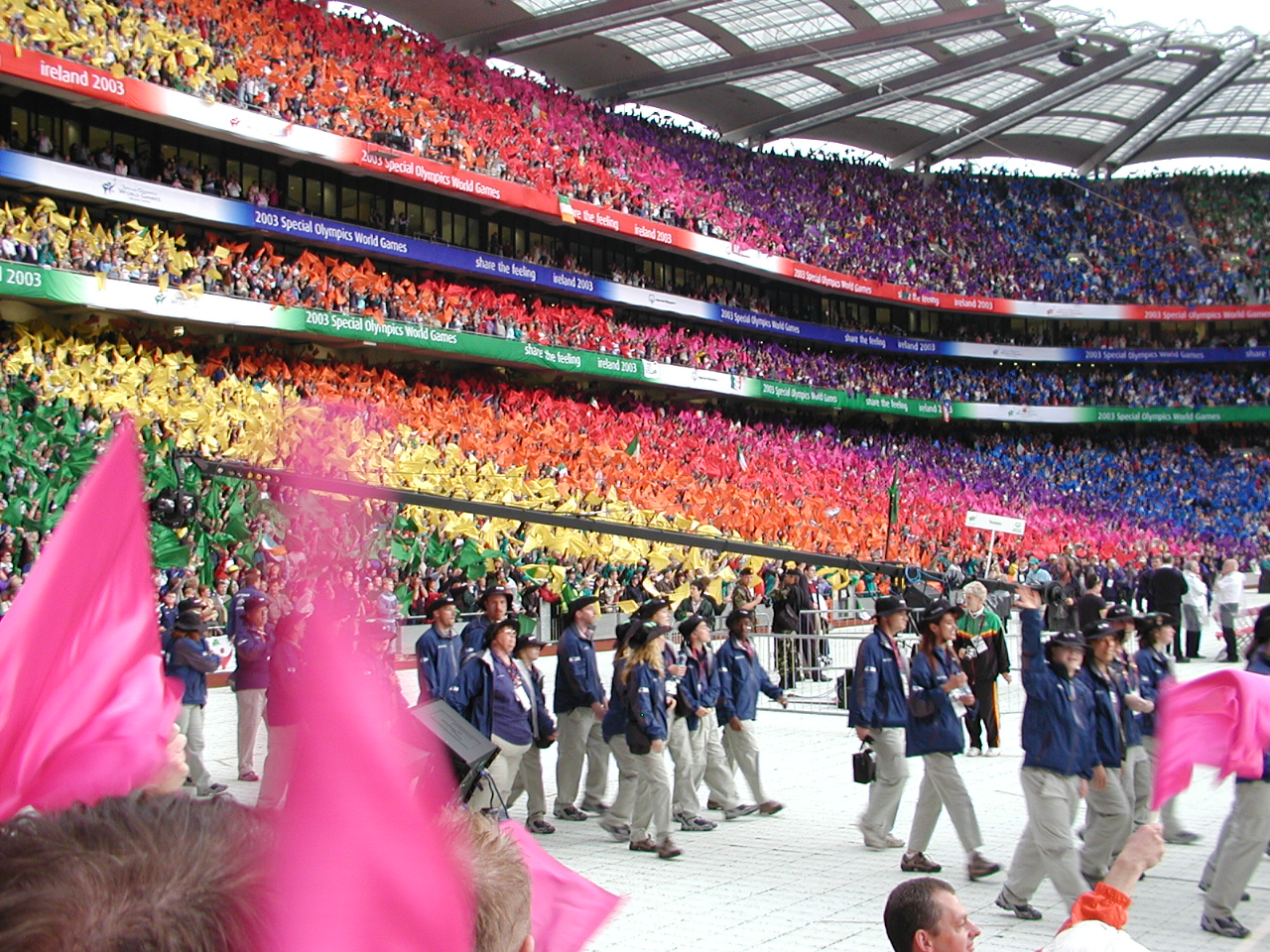
Opening van de Special Olympics in Croke Park (2003).

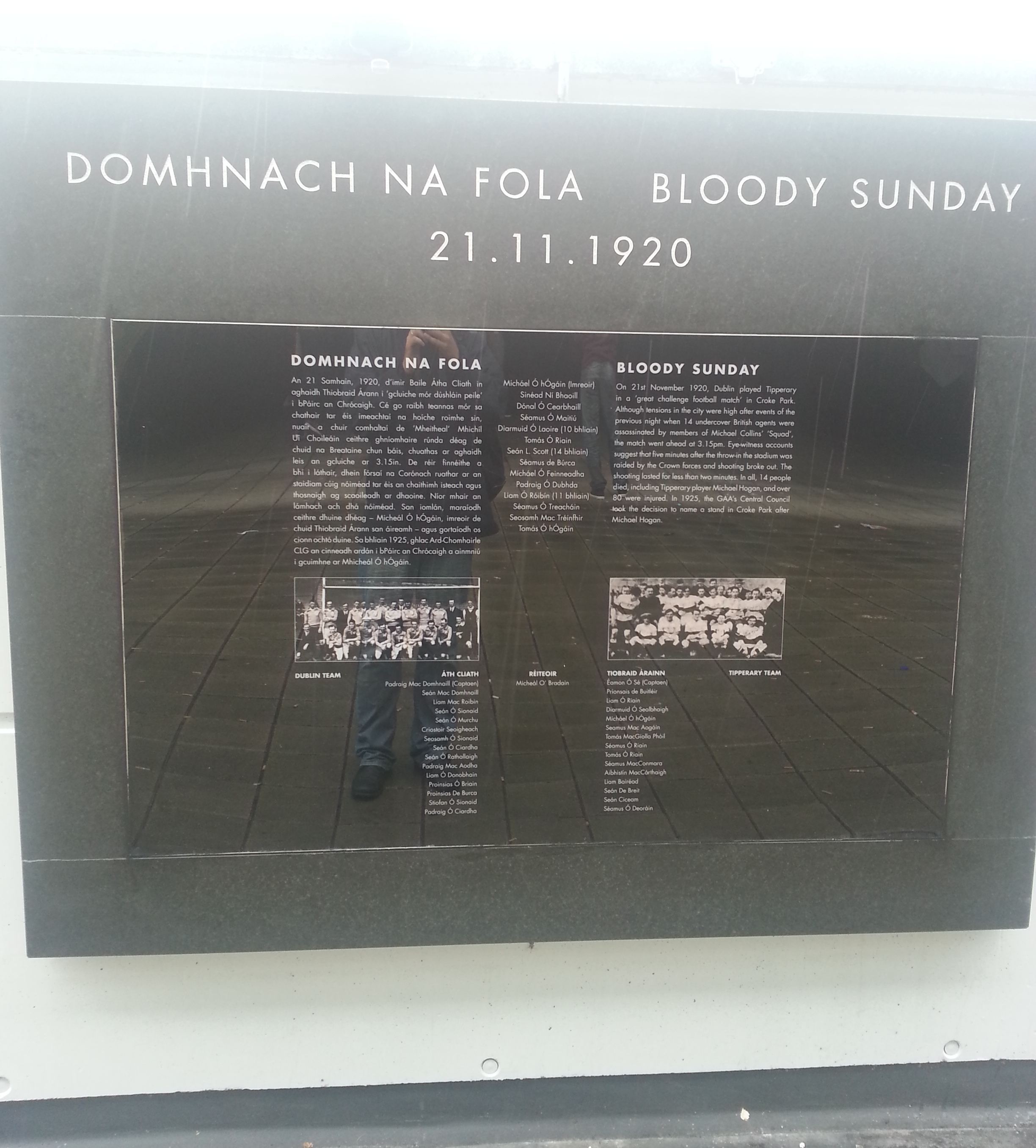
Plakette ter nagedachtenis aan de slachtoffers van Bloody Sunday.

Croke Park is het stadion en hoofdkwartier van de Gaelic Athletic Association (GAA), de grootste sportorganisatie van Ierland. De GAA legt zich toe op het behouden en promoten van speciaal Ierse sporten. Tot april 2005 was het zelfs statutair verboden om het stadion te gebruiken voor niet-Ierse sporten als rugby, voetbal of American football. Tijdens de verbouwing van het stadion Lansdowne Road (nadien: Aviva Stadium) werd in Croke Park ook internationaal Rugby Union en voetbal gespeeld.
Naast sport wordt het stadion ook gebruikt voor popconcerten en bijzondere gelegenheden, zoals de opening van de Special Olympics in 2003.
Croke Park ligt in Clonliffe, Noord-Dublin. Het heeft een capaciteit van 82.300 toeschouwers.

## Geschiedenis
De GAA kocht het land op 18 december 1913 van ex-GAA secretaris en president Frank Dineen voor een bedrag van 3250 Ierse pond. Het werd Croke Memorial Park genoemd, naar hun beschermheer dr. Croke, de rooms-katholieke aartsbisschop van Cashel.
Tussen 1920 en 1930 werden er verbeteringen aangebracht om een grotere toeschouwerscapaciteit mogelijk te maken, en het park kreeg nieuw gras en de Hogan Stand werd geopend (genoemd naar Michael Hogan, zie hieronder). In januari 1936 werd het eerste dubbele terras stoelen gebouwd, dit was de Cusack Stand (genoemd naar Michael Cusack, de oprichter van de GAA) met 5000 stoelen, en aan de andere zijde werd op Hill 16 met cement een terras aangelegd. Hill 16 kreeg zijn naam omdat het gebouwd werd op de brokstukken van de verwoesting van Dublin in de Paasopstand in 1916.
In 1952 werd de Nally Stand gebouwd ter herinnering aan P.W. Nally, die een van de oprichters van de GAA was. Zeven jaar later werden ter gelegenheid van het 75-jarig bestaan van de GAA de eerste overdekte zitplaatsen geopend: de New Hogan Stand.

### Bloody Sunday
Op 21 november 1920 (tijdens de Ierse Onafhankelijkheidsoorlog) vond in het stadion het bloedbad van Croke Park plaats, waarbij tijdens een Gaelic football wedstrijd tussen Dublin en Tipperary 14 mensen werden doodgeschoten door Britse reservetroepen, de Black and Tans, als wraak voor een serie aanslagen op Britse agenten (de Cairo Gang) door het Ierse Republikeinse Leger (onder leiding van Michael Collins) eerder die dag (Bloody Sunday). Onder de slachtoffers bevonden zich 13 toeschouwers en 1 speler: Michael Hogan, de teamleider van Tipperary, naar wie later de Hogan Stand werd genoemd.

## Na de renovatie

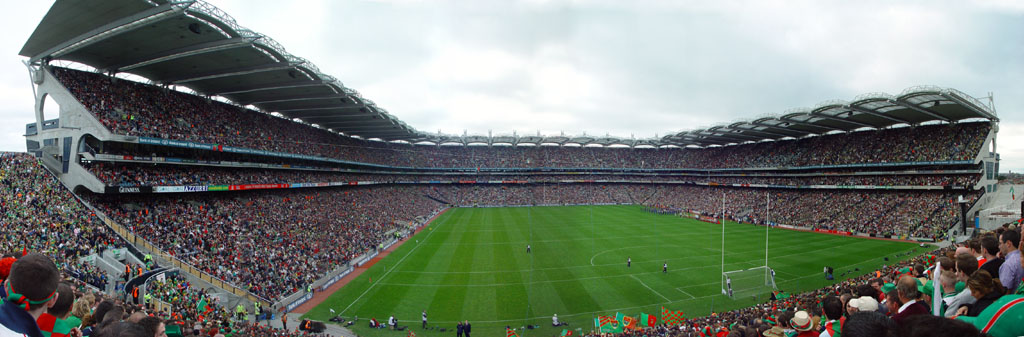
Croke Park na de renovatie, gezien vanaf Hill 16.

Het stadion bestond uit drie afdelingen met zitplaatsen (Hogan Stand, Cusack Stand en de kleine Nally Stand) en twee afdelingen met staanplaatsen (Canal End (zogenoemd omdat het Royal Canal vlak buiten het stadion langs deze kant loopt) en Hill 16) werd geheel afgebroken en van de grond opnieuw opgebouwd in de jaren tussen 1990 en 2004.
Alhoewel de Cusack Stand en de Hogan Stand nog steeds bestaan, is het in realiteit niet meer dan een naam - een nieuwe, aan een stuk doorlopende overdekte stand loopt in de vorm van een hoefijzer langs drie zijden van het stadion. De renovatie van Hill 16, begon in het midden van 2003.

## Interlands
Het Iers voetbalelftal speelde tot op heden dertien interlands in Croke Park.
| 1  | 24 maart 2007    | Ierland – Wales      | 1 – 0 | EK-kwalificatie |
| 2  | 28 maart 2007    | Ierland – Slowakije  | 1 – 0 | EK-kwalificatie |
| 3  | 13 oktober 2007  | Ierland – Duitsland  | 0 – 0 | EK-kwalificatie |
| 4  | 17 oktober 2007  | Ierland – Cyprus     | 1 – 1 | EK-kwalificatie |
| 5  | 6 februari 2008  | Ierland – Brazilië   | 0 – 1 | Oefeninterland  |
| 6  | 24 mei 2008      | Ierland – Servië     | 1 – 1 | Oefeninterland  |
| 7  | 15 oktober 2008  | Ierland – Cyprus     | 1 – 0 | WK-kwalificatie |
| 8  | 19 november 2008 | Ierland – Polen      | 2 – 3 | Oefeninterland  |
| 9  | 11 februari 2009 | Ierland – Georgië    | 2 – 1 | WK-kwalificatie |
| 10 | 28 maart 2009    | Ierland – Bulgarije  | 1 – 1 | WK-kwalificatie |
| 11 | 10 oktober 2009  | Ierland – Italië     | 2 – 2 | WK-kwalificatie |
| 12 | 14 oktober 2009  | Ierland – Montenegro | 0 – 0 | WK-kwalificatie |
| 13 | 14 november 2009 | Ierland – Frankrijk  | 0 – 1 | WK-kwalificatie |